# 阮春賞
阮春賞（越南语：／；1860年—？年），越南阮朝官員。

## 生平
阮春賞是乂安省英山府清漳縣南金總南金上社楊柳村（今屬乂安省南壇縣南忠社）人，嗣德十三年（1860年）出生。成泰六年（1894年），阮春賞參加乂安場鄉試，考中舉人。成泰十三年（1901年），阮春賞會試中格，庭試考中副榜。後任思義教授。